# Dahabieh

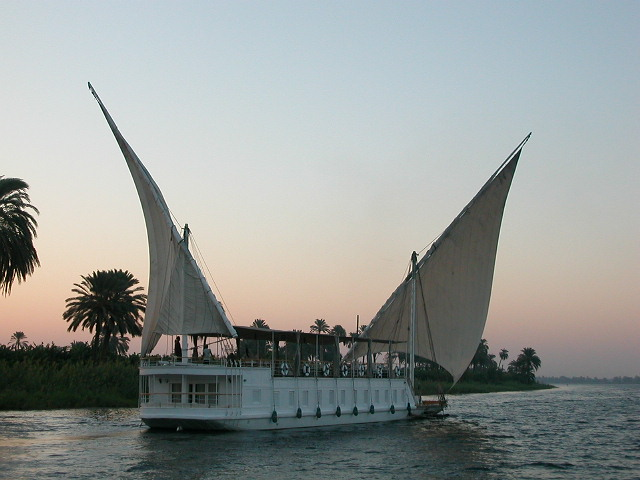
Dahabieh

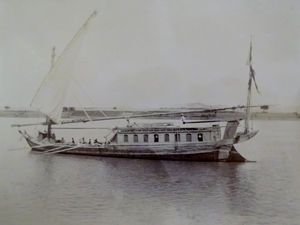
Dahabieh auf dem Nil, 1891

Dahabieh (von arabisch ذهبية dhahabiyya, DMG ḏahabiyya) (auch Dahabiya oder Sandal) ist eine heute als historisch angesehene, in der modernen Schifffahrt nicht mehr gebräuchliche Bezeichnung für ein langes, schmales Nilschiff mit Verdeck und Kajüte. Karl-May-Lesern ist sie auch durch dessen Orientzyklus und die Mahdi-Trilogie ein Begriff.

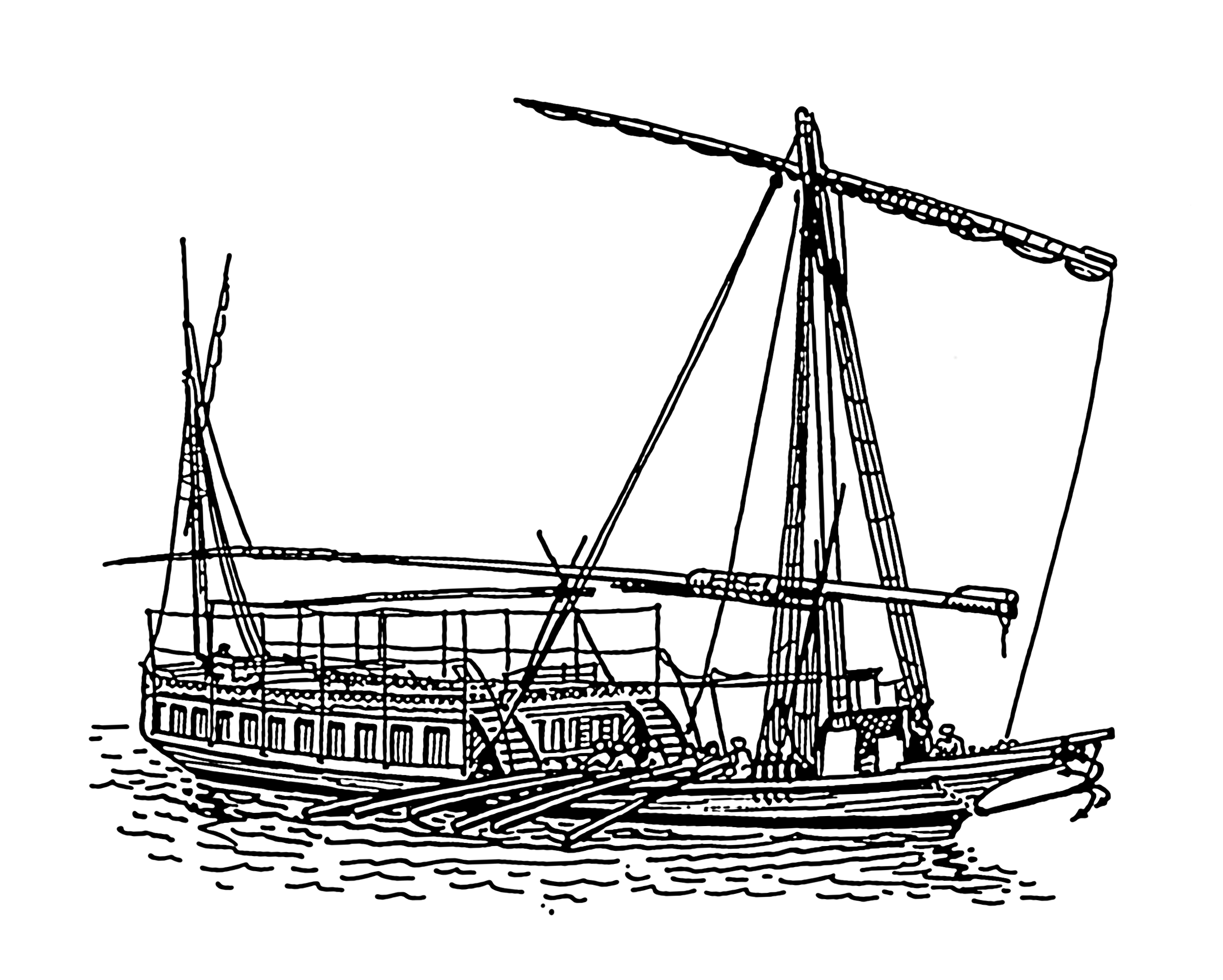
Strichzeichnung einer Dahabieh

## Geschichte
Mitte des 19. Jahrhunderts, bevor Thomas Cook moderne Dampfschiffe aus Schottland importierte, waren Dahabiya-Nilkreuzfahrten bei europäischen Ägyptenreisenden sehr beliebt. Zahlreiche Reiseführer und Reisetagebücher (“Hand-book for travelers in Egypt” Sir John Gardner Wilkinson – 1847, “The English woman in Egypt” Sophia Lane Poole – 1844, “From A Thousand Miles up the Nile” Amelia Edwards – 1873, “From Egypt La Mort de Philae” Piere Loti – 1909) beschreiben sehr ausführlich, wie eine solche Dahabeya-Flusskreuzfahrt aus der Sicht der damaligen Touristen erlebt wurde. Sir John Gardner Wilkinson beschreibt 1847 auf sehr praktische Weise in seinem Reiseführer “Hand-book for travelers in Egypt”, welche umfangreichen Vorbereitungen vor Antritt zu treffen sind. Schiffe wurden zunächst versenkt, um Ungeziefer und Ratten zu entfernen, anschließend wurden Löcher geflickt und Wände neu gestrichen. R. Etzensberger, Keith Johnston beschreiben 1872 in ihrem Buch „Up the Nile by steam“, dass eine Dahabiya bei Windstille bis zu einer Woche an einer Stelle stehen und unter Umständen nur durch die Besatzung weiter nilaufwärts gezogen werden konnte.